# Cryptoteuthis brevibracchiata
Cryptoteuthis brevibracchiata M. A. Collins, 2004, comunemente noto come polpo ombrello dalle braccia corte, è una specie di polpo d'acqua profonda appartenente alla famiglia dei Grimpoteutidi, noti anche come polpi ombrello. È l'unica specie appartenente al genere monotipico Cryptoteuthis. Questa specie è conosciuta attraverso un unico esemplare raccolto nell'Oceano Atlantico nord-orientale. C. brevibracchiata presenta caratteristiche in comune con due altri generi, Opisthoteuthis e Grimpoteuthis, ma si distingue in modo sufficientemente marcato da entrambi da giustificare la creazione di un nuovo genere.

## Descrizione
C. brevibracchiata è un polpo a forma di campana, caratterizzato da un corpo semi-gelatinoso e semi-trasparente, eccetto per le estremità scure della rete orale e delle pinne. Le pinne sono piccole, arrotondate e lunghe quanto la metà della larghezza della testa. Le braccia sono corte e dotate di una singola fila di ventose piccole e larghe, accompagnate da una doppia fila di cirri di lunghezza moderata, ciascuno leggermente più lungo del diametro delle ventose. Il braccio più lungo presenta 48 ventose, mentre la rete orale copre circa metà della lunghezza delle braccia. Gli occhi sono posizionati lateralmente, e il nervo ottico attraversa il corpo bianco in un unico fascio. Questo polpo non possiede ghiandole salivari posteriori, radula o tasca del nero. La ghiandola digestiva è intera, e il corpo presenta una semplice conchiglia a forma di U. Le branchie sono composte da 7 lamelle primarie. Il mantello misura 35 mm di lunghezza, mentre la lunghezza totale dell'animale è di 121 mm.

## Distribuzione e habitat
C. brevibracchiata è stato descritto a partire da un unico esemplare, una femmina immatura, raccolta nell'Oceano Atlantico nord-orientale, nei pressi del Bacino Porcupine, a una latitudine di 49°54' N e una longitudine di 12°21 O. L'esemplare è stato rinvenuto a una profondità compresa tra 2274 e 2300 metri, a sud-ovest dell'Irlanda. Il suo habitat specifico non è noto, ma è improbabile che questa specie sia demersale. Tuttavia, presenta adattamenti che suggeriscono una possibile preferenza per un ambiente bentonico con substrati morbidi, simile a quello di alcuni taxa correlati, come Grimpoteuthis.